# Алгабас (Бухар-Жирауський район)
Алгаба́с (каз. Алғабас) — село у складі Бухар-Жирауського району Карагандинської області Казахстану. Входить до складу Кернейського сільського округу.
Населення — 244 особи (2021; 362 у 2009, 563 у 1999, 565 у 1989).
Національний склад станом на 1989 рік:
- казахи — 100 %.